# پیر رابن

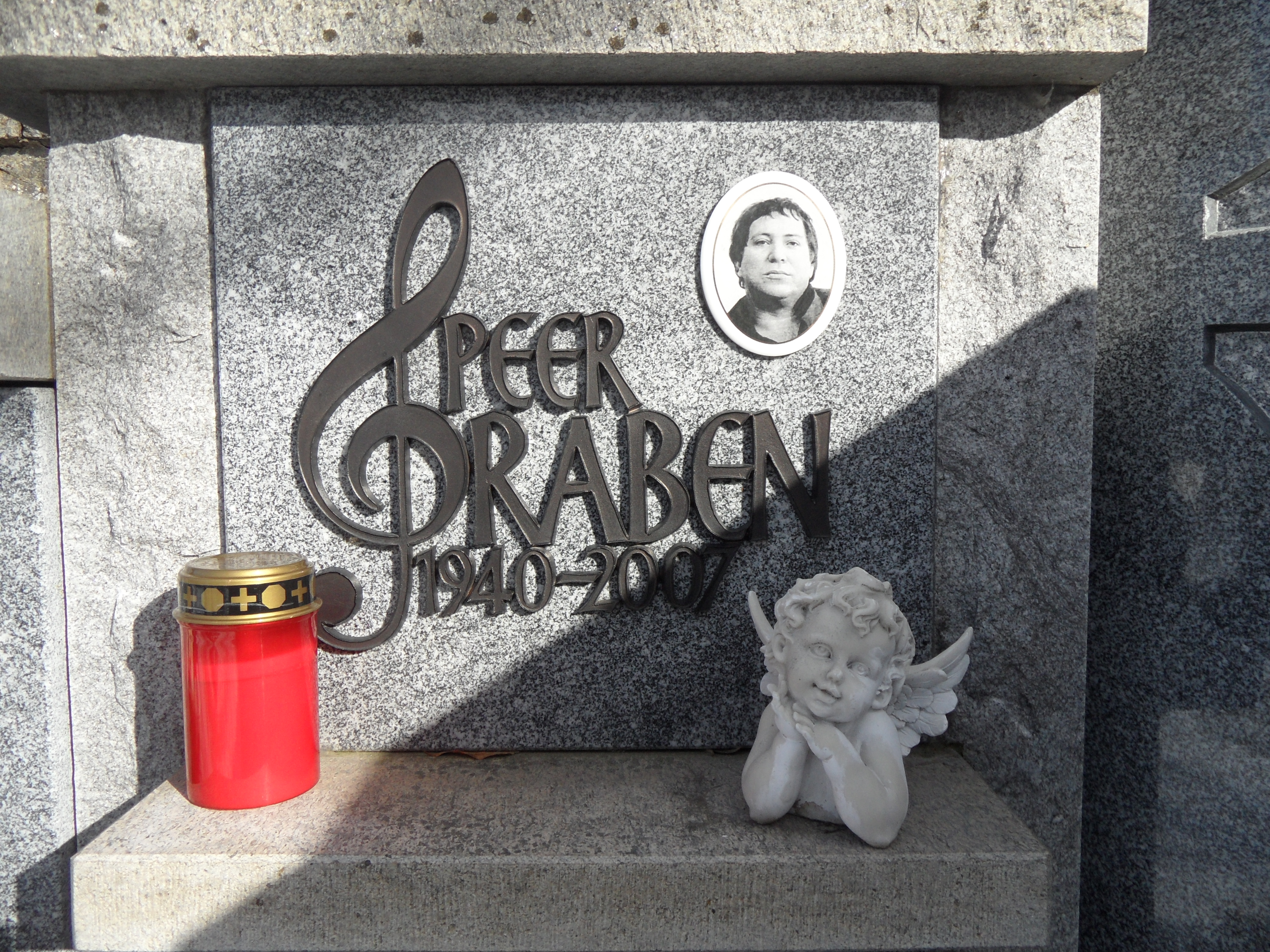
آرامگاه پیر رابن

پیر رابن (آلمانی: Peer Raben؛ ‎ ۳ ژوئیهٔ ۱۹۴۰ – ۲۱ ژانویهٔ ۲۰۰۷) آهنگساز اهل آلمان بود. او برای آثارش با فیلم‌ساز آلمانی، راینر ورنر فاسبیندر شناخته شده‌است.
از فیلم‌هایی که وی در آن نقش داشته‌است، می‌توان به سرباز آمریکایی، نسل سوم و عشق از مرگ سردتر است اشاره کرد.
در سال ۲۰۰۴ میلادی او به‌همراه شیگرو اومبایاشی جایزهٔ اسب طلایی، و در ۲۰۰۵ میلادی جایزه فیلم هنگ کنگ را برای فیلم ۲۰۴۶ دریافت کرد.